# Bahno Prahy
Bahno Prahy je české filmové drama odehrávající se v prostředí pražské spodiny, které v roce 1927 natočil režisér Miroslav J. Krňanský na motivy stejnojmenné novely Karla Ladislava Kukly. Filmové materiály se nedochovaly kompletní.

## Obsazení
| Bronislava Livia   | číšnice Lenka Rákosníková                 |
| Ladislav H. Struna | Petr Rákosník, nevlastní Lenčin bratr     |
| Jan Svoboda        | apač Tóna Lacina, Petrův přítel           |
| Theodor Pištěk     | opilec Jozífek                            |
| Joe Jenčík         | JUC. Václav Tatar                         |
| Karel Schleichert  | sedlák Tomáš Tatar, Václavův otec         |
| Mařenka Zieglerová | Klára Jankovská, Václavova bytná          |
| Ferenc Futurista   | hodinář Augustýn Jankovský, Klářin manžel |
| Luigi Hofman       | krčmář Jáchym Mates                       |
| Vladimír Majer     | vrchní číšník Ferdinand Háva              |
| Marie Kalmarová    | první láska Václava Tatara                |
| Ferry Seidl        | tajný detektiv Pražák                     |
| Václav Srb         | harmonikář Jakub                          |
| Nora Ferry         | prostitutka Carmen                        |
| Elsa Vetešníková   | prostitutka Nanda zvaná Cihla             |
| Václav Žichovský   | soudce                                    |

## Tvůrci a štáb
| Režie       | Miroslav J. Krňanský                       |
| Předloha    | Karel Ladislav Kukla (stejnojmenná novela) |
| Scénář      | Josef Adler, Miroslav J. Krňanský          |
| Mezititulky | Václav Wasserman                           |
| Kamera      | Josef Bulánek                              |
| Architekt   | Alois Mecera                               |
| Fotograf    | Fotoatelier Benda                          |